# 名前をなくした女神
『名前をなくした女神』（なまえをなくしためがみ）は、フジテレビ系列で2011年4月12日から6月21日まで放送されていた、杏主演の連続テレビドラマ。放送時間は毎週火曜日の21:00 - 21:54（JST）。キャッチコピーは、「ようこそ、ママ友地獄へ。」
初回は15分拡大（21:00 - 22:09）して放送。

## 概要
子どもの小学校受験を控えたママ友達の間で繰り広げられる、嫉妬、見栄、嘘、裏切り、騙し合いなど、複雑な人間関係を描いた社会派ドラマ。
杏は本作が連続ドラマ初主演となり、夫役を演じるつるの剛士もこの枠で2009年4月期放送の『アタシんちの男子』以来、2年ぶりの連続ドラマ出演となった。またKEIJI（EXILE）の連続ドラマ初出演作となった。
脚本は『泣かないと決めた日』の渡辺千穂であり、キャストも杏、木村佳乃、五十嵐隼士など出演者も多く重複している。

## あらすじ
ハウスメーカーに勤める秋山侑子は結婚・出産後も仕事を続けていたが、会社からのリストラと引越を機に、健太が通い始めた近所の幼稚園『ひまわりの子幼稚園』で出会った、安野ちひろ、進藤真央、沢田利華子、本宮レイナ達と関わることで、息子を「お受験」させることを決意する。しかし、そこにはママ友の嫉妬や見栄、嘘、裏切りなど、様々な思惑が渦巻いていた。

## 登場人物

### 主要人物
秋山 侑子（あきやま ゆうこ）〈28〉 - 杏（中学時代：真嶋優）
本作の主人公。旧姓は関口。神奈川県海老名市出身。明るく直向きで、物怖じしない性格。
本郷短期大学経済学科を卒業後、ハウスメーカー・ヤザワホームに勤める。
22歳の時に拓水と出会い、結婚。健太を出産後も仕事を続けていたが、不況の煽りを受けて地方に飛ばされる内示を受ける事実上のリストラに遭い、不本意ながらも専業主婦となる。仕事には誇りややりがいを持っており、利華子からのパートへの誘いも快く受けている。
お受験に対して親のエゴという認識をしていたが引越先の『ひまわりの子幼稚園』で受験を志すママ友達と出会ったことを機に、息子の可能性を広げる為に受験させる事を決意する。
学生時代から人間関係に恵まれていて家庭環境も良好故に訳アリな他者の事情を察するのが苦手で家庭の事情やお受験で神経質になっているママ友達に対しての何気ない言動が原因で次第に溝が出来ていくことになる。しかし、紆余曲折ありながらも困難を乗り越えていく。
安野 ちひろ（あんの ちひろ）〈28〉- 尾野真千子（中学時代：伊藤綺夏）
『ひまわりの子幼稚園』のもも組の役員。侑子の元同級生。旧姓は内藤。表向きはママ友グループの中で明るく世話好きな振る舞いをするが、実際には孤独な境遇であり夫からのモラハラや経済的なDVに悩まされている。
聖清女子短期大学文学科卒。親が転勤族で転校を繰り返していた。中学の頃、周囲に馴染めずいじめられていた自分を助けてくれた唯一の存在である侑子と幼稚園で再会する。自分のことを全く覚えていなかった侑子に対する不満や悲しみを抑えてママ友として接するが、事情を察しない侑子の言動や真央の悪意によって裏切られたという感情を抱いて敵意を向けることになる。
夫のセクハラ疑惑騒動にショックを受け、また噂が幼稚園で広まったことで人前に出られなくなり家に閉じこもるが、自分を支えてくれる息子や徐々に変化を見せる夫の姿を見て人間らしい姿を取り戻していく。
進藤 真央（しんどう まお） - 倉科カナ
23歳のヤンママ。栃木県宇都宮市出身。旧姓は田岡。高校の同級生である陸とできちゃった結婚、高校を中退して18歳で羅羅を産んだ。舅の遺産で無理に都心にある高級マンションの2階にある最も狭いワンルームを購入。そのローンや上辺を飾るための費用で家計は常に苦しい。普段は標準語を話すが、夫婦喧嘩の時などは栃木弁が出る。同じマンションに住むレイナに憧れており、ママ友になれたことが嬉しくて仕方がない。
精神的に幼い部分があり、些細なことで他者に恨みを抱いては陥れようと画策する。また、それが羅羅の行動にも影響を与える。見栄を張って娘にお受験をさせようとするが夫と自分の学歴の無さを理由に断念し、特別な子にしてあげたいと芸能界デビューをさせようと奔走する。
ローン返済のためにキャバクラでアルバイトを始めるが、結果的にネグレクトを行い、羅羅に寂しい想いをさせてしまう。
幸せに対する自らの価値観の誤りに気づき、地元に帰る決意をする。
沢田 利華子（さわだ りかこ） - りょう
ベビーグッズの輸入ネットショップ「BLUE SKIP」を経営する優秀な女社長。1971年4月20日生まれの39歳。上薙大学国際情報学部卒業。大阪市中央区出身。旧姓は清水。状況判断と問題解決能力に長ける。
バツイチであり、前夫との間にできた空斗、現夫との子、海斗の2人の息子を持つ。夫の圭が2人の息子に分け隔てなく接してくれるため黙認しているが、本当は浮気に勘付いて苦しんでる。
プライドが高く、辛い時に辛さを他者に打ち明ける事が出来ずに夫とも本音を言い合えない。
侑子とはすぐに打ち解け、彼女に的確な助言を送ってくれるが、仲良くなるにつれて理想の家庭を築いている侑子に嫉妬心を覚え、取り返しの付かない行動に出てしまう。
本宮 レイナ（もとみや れいな） - 木村佳乃
女性誌「Grazia」でカリスマ主婦読者モデルをしているセレブママ。1978年1月21日生まれの33歳。東京都目黒区出身。旧姓は九条。父親は目黒区の区議会議員で、育ちが良く、小学校から大学までエスカレーター式の名門・私立山吹女学院に通い、卒業後は外資系企業の秘書として勤務。その後、一代で財を成した功治と結婚し、裕福で何不自由無い暮らしをしている。
産後、多忙な夫とはセックスレスになったことを密かに深く悩んでいる。
都会的でプライドが高い。
高校時代の友人が揃って子供を一流名門幼稚園に入学させた中、自分だけが失敗したため、お受験に対しては人一倍の執着があり、彩香の小学校受験を成功させるべく塾に通わせている。
ことごとく自分を否定してくる義母や自分以上に夫との距離が近い幼馴染を目の前にして孤独感を深めていくが、そんな自分に気を配って肯定してくれる結城に深い好意を抱く様になり性格も軟化していく。
携帯の着信音は「エリーゼのために」。

### 秋山家
秋山 拓水（あきやま たくみ） - つるの剛士
侑子の夫。33歳。大手食品メーカーに勤める会社員。侑子とは、「侑ちゃん」「拓ちゃん」と呼び合う仲の良さで、息子・健太のことも「子どもらしく健やかに育ってほしい」と願っている。子煩悩で家事にも協力的な、理想のマイホームパパ。お受験に関しては、「経験させるのも良い」と反対はしておらず、妻とともにお受験について勉強していく。三流大学の明和大学社会学部卒業でありながら就職出来たため、「学歴だけが全てではない」と考えている。リストラの対象となり一人で悩んでいたが、家族の支えもあり再就職を決める。
秋山 健太（あきやま けんた） - 藤本哉汰
侑子と拓水の一人息子。5歳。もも組の児童。引越し先と従来の環境の違いから、同級生から好奇の目で見られいじめられることもあったが、本来は誰からも好かれる明るく優しい性格をしており、持ち前の素直さからか学習能力が高く、周囲を気遣う能力にも長けている。また、両親からのプレッシャーが無いため勉強やお受験を楽しんでいる。卒園後は明峰学園幼稚舎に進学。

### 安野家
安野 英孝（あんの ひでたか） - 高橋一生
ちひろの夫。32歳。一流大学の東応学院大学経済学部を卒業後、あおい銀行高円寺支店に勤める。幼少期から母親のことを気に掛けつつも、母親に抑圧されて育った過去を持つ。爽の誕生後は息子に接する妻の姿が母親と重なり、神経質でヒステリックな面が目に付き始め、それまで良好だった夫婦仲も次第に悪化していく。妻の財布の中身や携帯電話を管理し、暴言や締め出しなど、妻を平気でいたぶるようになり、徐々に追い詰めるが、自分の部下へのセクハラ疑惑で苦しむ妻を見て、後に考えを改めるようになり、本来の優しさを取り戻し始める。名古屋支店に転勤となり、単身赴任する。
安野 爽（あんの そう） - 長島暉実
ちひろと英孝の一人息子。5歳。もも組の児童。容姿と眼鏡も父親似である。父譲りの母想いな性格だが、内気で恥ずかしがり屋なため、友達が少ない。幼稚園の遠足をとても楽しみにしていたものの、母親のママ友関係で行けなくなり「どうして僕はお母さんの子供なんだ」と泣きながら言い母（ちひろ）を傷つけるが本当はとても母思いである。卒園後は明峰学園幼稚舎に進学。

### 進藤家
進藤 陸（しんどう りく） - 五十嵐隼士（D-BOYS）
真央の夫。24歳。トラック運転手。野球だけが取柄で、高1の時に甲子園へ出場したが、ケガを期に退部し、不良となり高校も中退してしまう。真央とは栃木の高校の同級生で、普段から方言で話す。娘の羅羅の誕生後は、真面目に働いている。無理して都心に住んでいるため、トラック用の駐車場を電車で7駅先の安い場所に借りさせられていたり、トラック運転手なのにスーツで出勤させられたりと、妻の価値観に振り回されている現状に不満を持っているが、結局は言いくるめられ、尻に敷かれている。夫婦共に最終学歴が栃木県立黒光高校中退のため、お受験を諦める真央とは逆に、あくまでマイペースで、焦る気配は無い。お人よしな性格のため、家計にも干渉していなかったが、現実を見ない真央の姿勢が羅羅に影響を及ぼしているのを見かねて、本音をぶつける。
進藤 羅羅（しんどう らら） - 谷花音
真央と陸の一人娘。5歳。もも組の児童。少々生意気だが、本来は素直な性格。おしゃまで、可愛い洋服や小物が大好き。両親のことが大好きで素直な性格であるが、母親の真央の言葉も真に受けてしまい、健太へのいじめを行うようになる。真央がキャバクラで働くようになってからネグレクトに悩まされるようになり、留守の間に火傷を負い病院に搬送される。

### 沢田家
沢田 圭（さわだ けい） - KEIJI（EXILE）
利華子の夫。1983年1月21日生まれの27歳。元人気モデル。立昌大学商学部卒業。かつては人気絶頂で多忙な日々を送っていたが、現在はメンズ衣料広告や通販雑誌のモデルしか仕事がないことにストレスを溜めている。2人の息子には分け隔て無く接するが、彼らにとってはあくまで友人のような存在で、父親としての自覚や家庭での責任感は乏しい。料理や掃除など家事全般が得意。家や稼ぎを妻に依存しているため、劣等感を埋めるかの様に自分を頼ってくれる後輩のユキと浮気をするなど、自身の心の弱さを棚に上げて現実逃避している。
沢田 海斗（さわだ かいと） - 内田淳貴
利華子と圭の息子で、空斗の異父弟。5歳。もも組の児童。明るく快活な性格で、物怖じしない。異父兄である空斗を慕っており、卒園後は自身が希望した空斗と同じインターナショナルスクールに進学。
沢田 空斗（さわだ くうと） - 今井悠貴
利華子と前夫の息子で、海斗の異父兄。11歳。インターナショナルスクールに通っている。明朗活発でしっかり者。父親が違う弟をとても可愛がっている。利華子と圭の不仲を子供心に感じ取っており、心を痛めている。

### 本宮家
本宮 功治（もとみや こうじ） - 平山浩行
レイナの夫。35歳。トータルウェディング事業会社『ラ・プレジール』社長。敏腕で頭脳明晰だが、高卒のため、学歴コンプレックスが多少ある。レイナとは反対に地方の貧しい家庭で育つが、一代で成り上がり、メディアにも多く露出している。「上流の女を落とした」という自負心からレイナと結婚したが、実は彼女やその実家、友人達の「選ばれた人間意識」を軽蔑している。お受験に熱心なレイナには常に冷たく非協力的だが、一人娘の彩香のことは可愛がっている。
本宮 彩香（もとみや あやか） - 小林星蘭
レイナと功治の一人娘。5歳。もも組の児童。山吹女学院幼稚園の幼稚園受験に失敗。お受験のためのレイナの厳しい躾や日々の学習ドリルなどを、素直にこなしているが、同時にプレッシャーも感じている。卒園後は母と同じ山吹女学院小学校に進学。
本宮 奈津恵（もとみや なつえ） - 山本道子（第3 - 7話）
功治の母親、レイナの姑。結婚式に出席するついでに本宮家に押しかけ滞在する。昔かたぎの性格で嫌味な口調。レイナの教育方針には否定的であり、彩香にプレッシャーをかけることに苦言を呈している。

### 深沢家
深沢 雅美（ふかざわ まさみ） - 安達祐実（第1・2・10話）
翔の母親。都立成慶大学社会学部卒業。静岡県伊豆市出身。旧姓は中野。尚樹の両親に翔の元気な姿を見せるためにブログをやっていたが、ブログにアップしていた水泳教室で翔と一緒に写っていた女児の写真が違法サイトに転載されたのが原因でその女児の家族が引っ越す事態になり、他の保護者からいじめられようになる。精神的に追い詰められ、メンタルクリニックに通院するようになり、睡眠薬を服用して自殺を図る。一命は取り止めたが、尚樹の両親が暮らす福岡に一家で引っ越すことになる。第1話冒頭と終盤のナレーションも担当。
深沢 翔（ふかざわ かける） - 溝口怜冴（第1・2話）
もも組の児童。健太と最初に仲良くなる。
深沢 尚樹（ふかざわ なおき） - 趙珉和（第2話）
雅美の夫。中津生命保険営業。

### 木島家
木島 なのは（きじま なのは） - 春日香音
もも組の児童。
木島 弥生（きじま やよい） - 笠木泉
なのはの母親。夫は歯科医。

### 岸本家
岸本 涼羽（きしもと りょう） - 笹原尚季
もも組の児童。健太が英単語を知らないことや、字が汚いことを馬鹿にする。
岸本 ゆかり（きしもと ゆかり） - 春木みさよ
涼羽の母親。夫は会社経営者。エリート意識が強く、嫌味な性格。親馬鹿。

### ひまわりの子幼稚園
結城 広己（ゆうき ひろみ） - 萩原聖人（第1話 - 第9話）
もも組の担任教諭。36歳。心優しく気配り上手な性格で、周囲からの評判は良い。健太が周りの子供たちにいじめられている様子にもいち早く気付いた。園児のみならず保護者にも常に目を向けているが、結果的に自分を慕ってくれるレイナとの距離を縮めすぎてしまいプライベートで会っている所を真央に撮られて足をすくわれる。その責任を取る形で健太たちの卒園を待たずに園を去る事にした。
京香（きょうか） - 米澤史織
教諭。
青木 恵那（あおき えな） - 行木瀬声
もも組の児童。
矢崎 里子（やざき さとこ） - 秋本祐希（第9・10話）
鞠の母親。夫はインテリアショップを経営。侑子がバザーに出品した手作りのドールハウスを販売したいと本格的なビジネスを持ちかける。侑子の才能を高く評価しており利華子の劣等感を無自覚に刺激する。
矢崎 鞠（やざき まり） - 中山凛香（第10話）
ゆり組の児童。
もも組児童の保護者 - 千秋、西村いづみ（第9話）

### 東郷チャイルドスクール
東郷 百合子（とうごう ゆりこ） - 夏木マリ
塾長。53歳。熱血指導で、子供たちだけではなく、保護者にも助言を送る。
相原（あいはら - ） - 水橋研二
講師。

### その他
ユキ - 葵（第2・4・6話）※第2話は足元のみ出演
モデル。圭の浮気相手。
加藤 弓恵（かとう ゆみえ） - 中島ひろ子（第4 - 8話）
功治の幼なじみ。夫は妊娠中に亡くなっている。
加藤 美也（かとう みや） - 小泉彩（第4 - 8話）
弓恵の娘。自分を我が子同然に可愛がる功治のことを「パパ」と呼び慕っている。

### ゲスト

#### 第1話
- 所長（ヤザワホームの侑子の上司） - 中脇樹人
- 高田（ヤザワホームの社員） - 久保山知洋
- ヤザワホーム社員 - 竹本聡子、齋藤香菜
- ショップの店員 - 横田恵美

#### 第2話
- 女子高生（バスの車内で英孝に痴漢される） - 岡田愛美（最終話）
- 水泳教室の女児（雅美のブログにアップされた翔と一緒に写った写真が違法サイトに転載されたのが原因で、一家で引っ越す） - 岩田月花
- 靴屋の店員 - 清水沙映

#### 第3話
- 古賀（清掃会社・グリーンヒル清掃のマネージャー） - 堤匡孝（第4、5話）
- 東野（雑誌編集者） - 高嶋博（第5話）
- 山崎 昭男（英孝の後輩） - 反田孝幸（第5、10話）
- 小野（英孝の後輩） - 梅崎和宗
- 奈緒（「BLUE SKIP」の侑子の前任者） - 武本真梨子
- 清掃員 - 高崎佳代
- カフェ・ミルフィーユのウェイトレス - 中島妙子

#### 第4話
- カメラマン - 岡雅史
- イタリアンレストランのウェイター - 坂田鉄平

#### 第6話
- 遊園地のスタッフ - 南波有沙、久下恵美

#### 第7話
- キャバ嬢 - 藤井沙央理、高橋慶子（第8話）

#### 第8話
- 明峰学園幼稚舎の職員 - 桜井聖

#### 最終話
- 東野 留美（侑子の後任として働いていた「BLUE SKIP」のバイト） - 西田奈津美（最終話）
- 明峰学園幼稚舎入学試験の面接官 - 真下有紀、藤井亜紀、中野順一朗（最終話）

## スタッフ
- 脚本 - 渡辺千穂
- 音楽 - 井筒昭雄
- 主題歌 - アンジェラ・アキ「始まりのバラード」（エピックレコード）
- オープニングテーマ - Alice「moving on」（SMEレコーズ）
- 編成企画 - 太田大
- プロデュース - 浅野澄美
- 演出 - 水田成英、西浦正記、樹下直美
- 原案協力 - 高橋ナツコ
- 幼児教育監修 - こぐま会
- 制作 - フジテレビ
- 制作著作 - FCC

## 放送日程
| 各話                                                     | 放送日        | サブタイトル                            | 演出     | 視聴率 |
| -------------------------------------------------------- | ------------- | --------------------------------------- | -------- | ------ |
| 第1話                                                    | 2011年4月12日 | 女の闘い開幕! ようこそ、ママ友地獄へ…   | 水田成英 | 9.5%   |
| 第2話                                                    | 2011年4月19日 | 身も凍る再会                            | 水田成英 | 11.2%  |
| 第3話                                                    | 2011年4月26日 | 今、試される親子の絆                    | 樹下直美 | 10.8%  |
| 第4話                                                    | 2011年5月3日  | 泥棒猫に天罰を                          | 西浦正記 | 10.5%  |
| 第5話                                                    | 2011年5月10日 | もう限界! お受験ママたちの赤い涙        | 西浦正記 | 10.8%  |
| 第6話                                                    | 2011年5月17日 | 遊園地の謎が今! 最大の危機が来る        | 水田成英 | 10.8%  |
| 第7話                                                    | 2011年5月24日 | 直接対決! どん底からの脱出始まる        | 水田成英 | 12.0%  |
| 第8話                                                    | 2011年5月31日 | もう許さない…! 幼稚園最大のスキャンダル | 樹下直美 | 13.1%  |
| 第9話                                                    | 2011年6月7日  | 今夜ついに解禁! 本当の敵が今隣に        | 水田成英 | 12.4%  |
| 第10話                                                   | 2011年6月14日 | 嘘と裏切りの微笑 最後の聖戦開始!        | 樹下直美 | 12.2%  |
| 最終話                                                   | 2011年6月21日 | 5人の女、最後の答え                     | 水田成英 | 15.7%  |
| 平均視聴率11.7% 視聴率は関東地区・ビデオリサーチ社調べ） |               |                                         |          |        |

1話こそ視聴率は一桁台だったが、2話以降から二桁台を記録し、最終回は15.7%とうなぎのぼりの結果となった。
NTTドコモは1話では提供クレジットを表示したが、当作の2話以降から6月一杯まで提供クレジットを自粛した。

## 関連商品

### サウンドトラック
- 「名前をなくした女神」オリジナル・サウンドトラック（ポニーキャニオン、2011年6月1日発売）

| 収録曲（タイトル）／作曲など | 収録曲（タイトル）／作曲など                               | 収録曲（タイトル）／作曲など                 |
| ---------------------------- | ---------------------------------------------------------- | -------------------------------------------- |
| M-01                         | 名前をなくした女神                                         | 作曲・編曲：井筒昭雄                         |
| M-02                         | ある晴れた日に                                             | 作曲・編曲：井筒昭雄                         |
| M-03                         | ピアノソナタ第11番イ長調 (K.331) 第1楽章〜遠ざかるあの日〜 | 作曲：MOZART WOLFGANG AMADEUS 編曲：井筒昭雄 |
| M-04                         | ママ友                                                     | 作曲・編曲：井筒昭雄                         |
| M-05                         | 侑子のテーマ                                               | 作曲・編曲：井筒昭雄                         |
| M-06                         | ダークフェイス                                             | 作曲・編曲：井筒昭雄                         |
| M-07                         | あなたのために                                             | 作曲・編曲：井筒昭雄                         |
| M-08                         | 手をつなごう                                               | 作曲・編曲：井筒昭雄                         |
| M-09                         | つめたい視線                                               | 作曲・編曲：井筒昭雄                         |
| M-10                         | 苦悩の始まり                                               | 作曲・編曲：井筒昭雄                         |
| M-11                         | ふたりのひみつ                                             | 作曲・編曲：井筒昭雄                         |
| M-12                         | かすかなしあわせ                                           | 作曲・編曲：井筒昭雄                         |
| M-13                         | 悩みと孤独                                                 | 作曲・編曲：井筒昭雄                         |
| M-14                         | 雨上がりの虹                                               | 作曲・編曲：井筒昭雄                         |
| M-15                         | ときめきの代償                                             | 作曲・編曲：井筒昭雄                         |
| M-16                         | いばらの迷路                                               | 作曲・編曲：井筒昭雄                         |
| M-17                         | 消せない過ち                                               | 作曲・編曲：井筒昭雄                         |
| M-18                         | 悪意の決壊                                                 | 作曲・編曲：井筒昭雄                         |
| M-19                         | 女神の微笑み                                               | 作曲・編曲：井筒昭雄                         |
| M-20                         | Being Your Mom                                             | 作曲・編曲：井筒昭雄                         |

### 書籍
- 名前をなくした女神（脚本・渡辺千穂、ノベライズ・百瀬しのぶ、扶桑社文庫、2011年6月14日発売、ISBN 978-4-5940-6439-6）

### DVD
2011年9月21日にポニーキャニオンより発売。